# Dorfkirche Wiepke

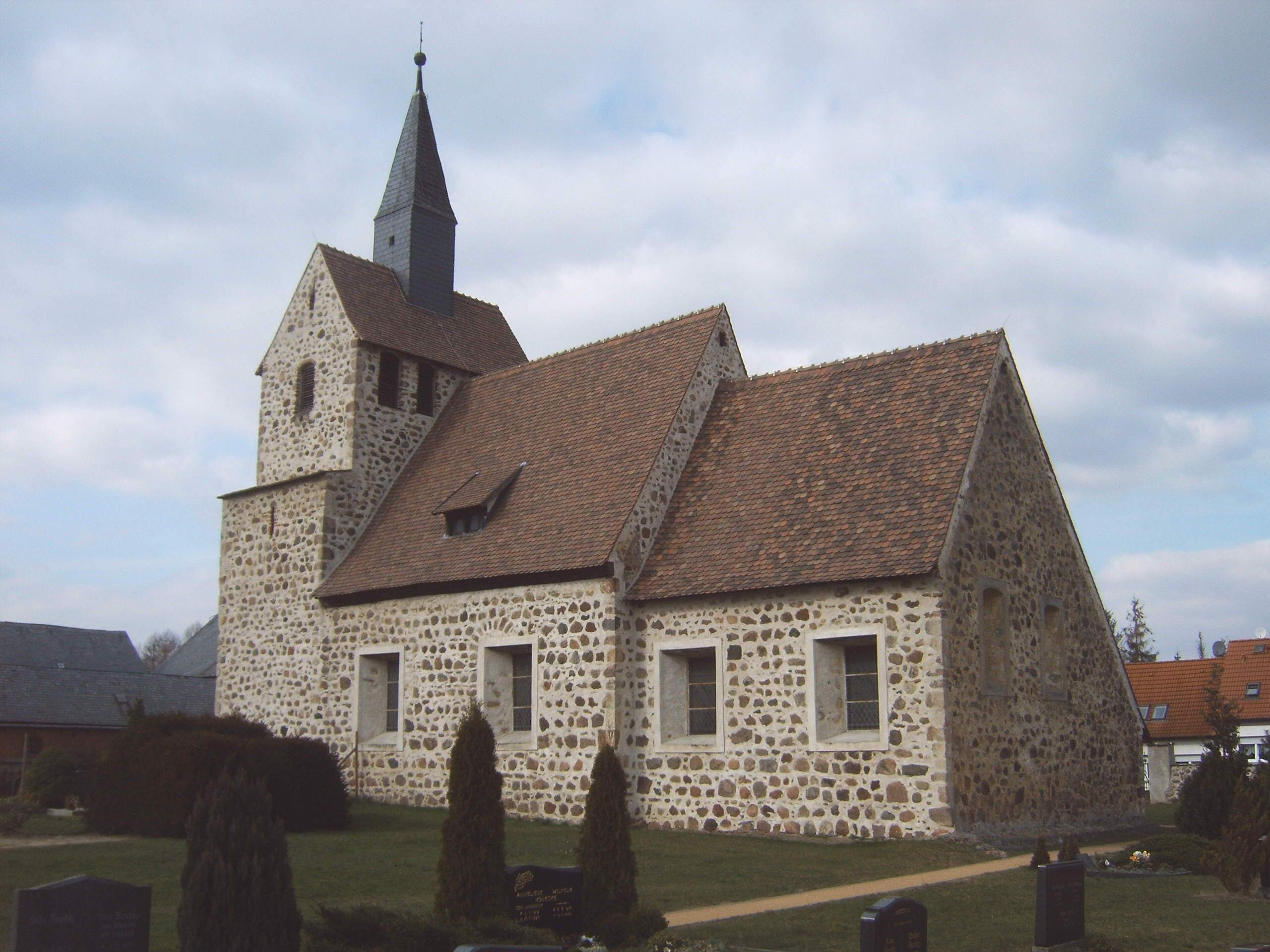
Dorfkirche Wiepke, Südseite

Die Dorfkirche Wiepke ist eine im Stil der Romanik gebaute evangelische Kirche in Wiepke in Sachsen-Anhalt. Sie gehört zum Pfarrbereich Estedt im Kirchenkreis Salzwedel der Evangelischen Kirche in Mitteldeutschland.

## Architektur
Das spätromanische, aus Feldsteinen errichtete Gebäude entstand im 12. Jahrhundert als einschiffiger Saalbau auf einer Anhöhe. Das verhältnismäßig kurze Kirchenschiff ist flachgedeckt. Der Chor ist quadratisch, ohne Apsis. An der Westseite befindet sich ein Querturm, der im Glockengeschoss etwas zurückgesetzt ist und von einem Satteldach mit Dachreiter bekrönt wird.

## Geschichte
Um 1600 wurde die Kirche bei einem Brand erheblich zerstört. Es machte sich der Neubau des Glockengeschosses des Turms erforderlich. Etwas später wurde auf das Satteldach der Dachreiter gesetzt. Auch das Kreuzgratgewölbe des Chors war durch das Feuer zerstört. 1602 wurde es durch eine reich mit geometrischen Formen bemalte Kassettendecke aus Holz ersetzt, die 1998 restauriert wurde.
Um 1750 wurde die Kirche dem Geschmack des Barock entsprechend umgestaltet. Die schmalen romanischen Rundbogenfenster im Chor und im Kirchenschiff wurden vergrößert. Sie sind heute im Stil des Klassizismus mit Putzleibung und Putzband unterhalb der Traufe gestaltet. Der Eingang wurde an die Nordseite des Turms verlegt. Ursprünglich waren auch Kirchenschiff und Turm durch zwei Arkaden in Rundbogenform, die auf einer gemeinsamen Mittelsäule ruhten, verbunden. An der Nordseite befindet sich noch eine Priesterpforte, die in ihrer ursprünglichen Gestaltung erhalten ist. Ebenfalls auf dieser Seite ist in der Seite des Schiffs ein vermauertes Rundbogenportal zu erkennen.
1842 wurde eine barocke Orgel angeschafft, welche vermutlich zuvor in der Gutskirche von Isenschnibbe stand. Um 1900 erhielten die beiden Fenster an der östlichen Wand eine neue Bleiverglasung. Auf einem Bild ist Moses mit den 10 Geboten, auf dem anderen Christus nach der Auferstehung zu sehen.
Nach 1990 fand eine umfangreiche Sanierung und Restaurierung der Kirche statt.
Die Dorfkirche Wiepke ist eine Station der Straße der Romanik.

## Innenausstattung
Von der mittelalterlichen Ausstattung sind die Orgelempore und der frühgotische Taufstein in Kelchform mit Kugelschmuck am Schaft erhalten. Im Turm befinden zwei Bronzeglocke von 1577, davon eine mit Dreiklangrippen. Der in der Kirche befindliche spätklassizistische Altaraufsatz stammt aus dem Jahr 1840. Nachdem er in den 1950er Jahren abgebaut worden war, wurde er nach seiner Restaurierung im Jahr 2001 wieder aufgestellt. Die Altarplatte ist auf 1440 datiert.